# Insulibrachys
Insulibrachys is een geslacht van haften (Ephemeroptera) uit de familie Caenidae.

## Soorten
Het geslacht Insulibrachys omvat de volgende soorten:
- Insulibrachys needhami